# جون راندولف تاكر (ضابط)
جون راندولف تاكر (بالإسبانية: John Randolph Tucker؛ بالإنجليزية: John Randolph Tucker) هو ضابط بيروفي وأمريكي، ولد في 31 يناير 1812 في الإسكندرية في الولايات المتحدة، وتوفي في 12 يونيو 1883 في بطرسبرغ في الولايات المتحدة.